# 빅토르 페트렌코
빅토르 바실료비치 페트렌코(우크라이나어: Віктор Васильович Петренко, 1969년 6월 27일 ~ )는 우크라이나의 남자 피겨 스케이팅 선수이다.
오데사에서 태어났다. 동생 블라디미르 페트렌코와 함께 명코치 갈리나 즈미예브스카야의 지도를 받았다. 남자 싱글 부문에서 빅토르는 1984년 세계 주니어 선수권에서, 동생 블라디미르는 1986년 세계 주니어 선수권에서 우승했다. 소련 대표로 뽑혀 1988년 동계 올림픽에서 동메달을 획득했다. 소련 붕괴 직후 1992년 임시로 편성된 올림픽 연합 선수단 소속으로 1992년 동계 올림픽에서 금메달을 땄고, 뒤이어 세계 선수권에서도 우승했다. 또한 그 직후 코치 갈리나 즈미예브스카야의 딸과 결혼했다. 1994년 동계 올림픽에서 4위에 오른 후 은퇴하고, 미국에 거주하며 프로 무대에서 활동하고 있으며, 장모 갈리나 즈미예브스카야와 함께 피겨 스케이팅 선수들을 지도하고 있다.